# Sekunder (film)
|  | Denne artikel er oprettet af botten Steenthbot ud fra en ekstern database. Den kan derfor have sproglige fejl eller mangler. Denne skabelon kan fjernes efter kontrol af indholdet. |

Sekunder er en dansk kortfilm fra 2009 instrueret af Anders Fløe Svenningsen.

## Handling
Kennis liv bliver vendt op og ned, da hans datter antyder, at hun har været udsat for et overgreb. For at få svar opsøger han en mulig gerningsmand, selvom han har lovet datteren, at han ville blive hos hende.

## Medvirkende
- Tao Hildebrand, Kenni
- Marie Boda, Mathilde
- Jens Bo Jørgensen, Ebbe
- Pernille Glavind Olsson, Karen
- Amalie Amorøe, Sidse
- Jacob Fisker, Politiofficer 1
- Nikolaj Songvist, Politiofficer 2